# Zulus
|  | Per a altres significats, vegeu «Zululàndia». |

|  | Per a altres significats, vegeu «zulu (llengua)». |

Els zulús o zulu (en zulu: amaZulu) són un grup ètnic sud-africà d'aproximadament 10 milions d'individus que habita la província de KwaZulu-Natal. Alguns individus viuen a Zimbàbue, Zàmbia i Moçambic. La seva llengua, el zulu (llengua), és una llengua bantu del subgrup nguni. Se subdivideixen en els grups amazulu, amafonga, amapanda, amaswazi i amakosa.
El Regne zulu ha jugat un rol important en la història de Sud-àfrica dels segles XIX i xx. Sota el règim de l'apartheid, els zulu foren classificats com a ciutadans de segona classe i fortament discriminats. Avui, són el grup ètnic més nombrós de l'estat i gaudeix d'igualtat de drets com els altres pobles sud-africans.

## Història

### Orígens
Els zulus es consideren descendents d'un cabdill llegendari dels a bantu bakua zulu (Poble de la terra de Zulu). Cap al segle xviii ja comerciaven amb els portuguesos a la badia de Delagoa. El primer cabdill important fou Senzangakona entre el 1787 i el 1816, que va absorbir tots els clans zulus el 1807.
Tanmateix, es considera fundador de la nació zulu el cabdill Dingiswayo, fill de Jobe, que del 1807 al 1818 fou cap de la Confederació Mtetwa. Absorbí nombroses tribus petites i unificà les 30 tribus zulus, alhora que s'enfrontà als anglesos de Port Natal, que els prenien les pastures.

### El Regne zulu

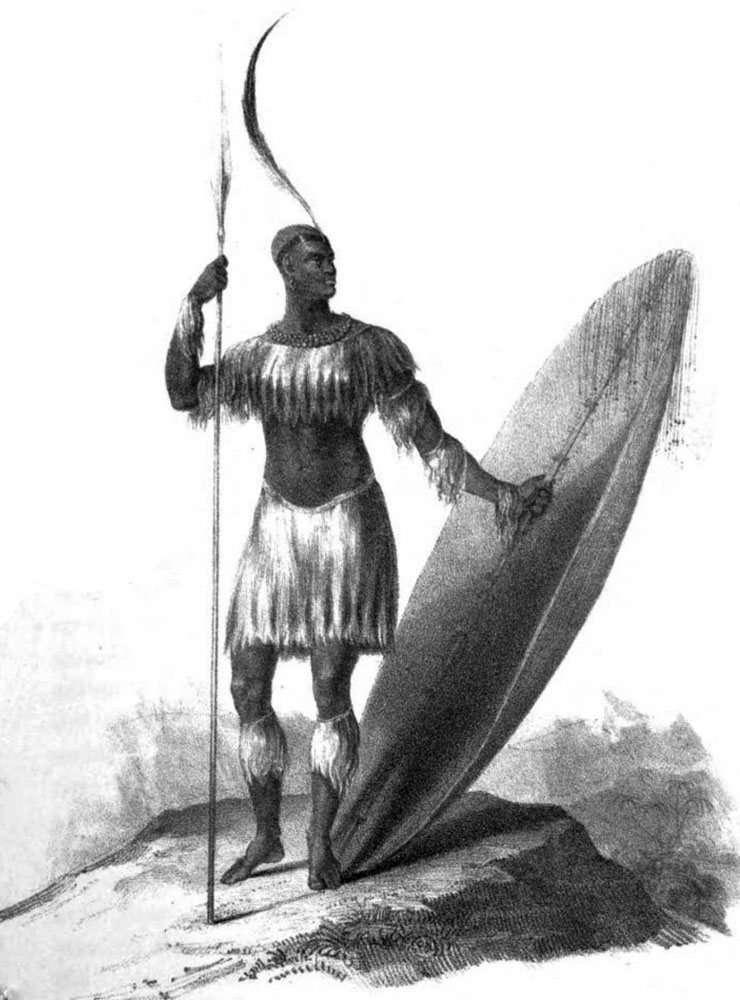
El rei Shaka

Shaka, fill de Senzangakona i lloctinent de Dingiswayo, es va proclamar rei (Inggonyama) després d'assassinar-lo juntament amb Zwide, fill de Dingiswayo i hereu legítim, el 1818, i governarà fins al 1828. Organitzà militarment el poble zulu i inventà l'ilkwa, llança amb punxa de ferro retorçuda, i enginyà una tàctica d'atac anomenada «banya de toro». Formà un exèrcit de 50.000 soldats i s'apoderà de Natal, Matabeleland i el sud de Moçambic. La societat restà militaritzada, àdhuc les dones. Els caps del clan eren els induna (coronels) de l'impi (exèrcit), però prohibí les armes de foc, la qual cosa a la llarga serà la perdició dels zulu. Obligà al combat de línia cos a cos, i els joves presoners eren integrats a la tribu, eliminant així la possibilitat de represàlies i revenges. Les expedicions que organitzà provocaren vora un milió de morts i l'èxode dels matabelé de Mzilikatzi i Zwangerdaba. Envià ambaixadors a Ciutat del Cap i permeté el comerç a Port Natal. El seu regne tenia una extensió de 30.000 km², amb 250.000 habitants i 25.000 guerrers. Finalment, el 1828 fou assassinat per Dingaan.
Dingaan fou rei del 1828 al 1838, després de desfer-se del seu germà Mhlangana. El 1835 hi va permetre les primers missions blanques, però s'enfrontà als bòers que s'havien establit a Natal. El 1837 matà a traïció Piet Retief i alguns bòers més, però com a represàlia Andries Praetorius el va vèncer a Blood River, amb ajuda del traïdor Mpande i sis mil guerrers, que més tard el mataren.
Mpande serà rei del 1838 al 1872, i va veure com els bòers proclamaven la República de Natal el 1840, la qual fou annexada a la colònia del Cap el 1844. Els bòers abandonaren el territori zulu i marxaren cap al nord, mentre al sud s'establien anglesos i treballadors indis i xinesos pels camps de cotó, cafè i sucre. Zulus i blancs mantingueren relacions estables i pacífiques durant tot el regnat. Tanmateix, després d'establir-se com a colònia autònoma el 1856, el Natal restà reduït a territori.
Cetswayo fou rei zulu del 1872 al 1884, coronat a Durban pel governador britànic de Natal. Comptava amb un exèrcit de 60.000 guerrers dividits en 60 iviyo (regiments), comandats per un induna enkula (general). Ja des del 1877 començaren les primeres friccions entre anglesos i zulus, que desembocaren en la Primera Guerra zulu del 1878. Aquell mateix any 20.000 zulus massacraren 1.800 anglesos a la batalla d'Isandhlwana, la qual cosa faria caure el govern de Benjamin Disraeli, però 3.500 zulu no pogueren reduir un centenar de britànics a Rorke's Drift. Els anglesos demanaren reforços a la metròpoli, i així el 1879 atacaren la capital zulu, Ulundi, on 20.000 guerrers foren vençuts per 6.200 britànics, dotze canons i dues metralladores. El rei Cetswayo fou capturat i exiliat el 1880-1884, any en què se li permeté tornar, però ja tots els reis zulu restarien sota sobirania britànica.
Dinizulu fou escollit rei a la mort de Cetswayo, i governà del 1884 al 1913. Ja va intentar revoltar-se el 1887, però va fracassar i com a represàlia tot el territori fou incorporat a la colònia de Natal el 1897, de manera que el seu ascendent sobre la tribu va restar força danyat. Entre el 1906 i el 1910 esclatà una nova revolta entre els zulus dirigida pel cabdill Bambaata com a protesta per la pèrdua d'autonomia zulu, i fou ofegada pels anglesos amb sang (300 morts). Molts caps zulu lleials foren assassinats pels revoltats i Dinizulu fou empresonat fins al 1911 com a possible instigador de la revolta.

### En l'actualitat

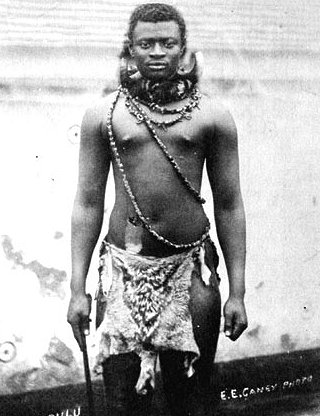
Rei Dinizulu

Com a resultat de la fi de la revolta, el successor de Dinizulu, Solomon kaDinuzulu, no fou reconegut com a rei pels britànics, raó per la qual el 1923 fundà el moviment Inkatha YaKwaZulu. Alhora, alguns activistes zulus, com John Langalibalele Dube, participà en la fundació del Congrés Nacional Africà.
Durant l'apartheid les autoritats sud-africanes intentaren guanyar-se els zulus amb la creació del Bantustan de KwaZulu. Cap al 1970 proposaren independitzar el bantustan (com havien fet amb Transkei i Bophuthatswana), però toparen amb l'aferrissada oposició del cap Mangosuthu Buthelezi, que refundà el moviment Inkatha YaKwaZulu, antecedent del futur Inkatha Freedom Party. Va mantenir una actitud d'oposició moderada a l'apartheid, però la seva oposició al Congrés Nacional Africà el portà a preses de posició més conservadores i a voltes separatistes.
Els zulus tenen un paper important en la política sud-africana actual. Mangosuthu Buthelezi va ser ministre d'Afers Exteriors en el govern d'unitat nacional de 1994. El president de Sud-àfrica Jacob Zuma era zulu.